# Noblella heyeri
Noblella heyeri es una especie de anfibio anuro de la familia Strabomantidae. Se encuentra en Perú y Ecuador. Se encuentra amenazada de extinción por la pérdida de su hábitat natural.